# Guglielmo Biraghi
Guglielmo Biraghi (ur. 1 września 1927 w Rzymie, zm. 23 kwietnia 2001 tamże) – włoski krytyk filmowy, dramaturg i organizator życia filmowego we Włoszech.

## Życiorys
Chociaż był z wykształcenia chemikiem, pracę zawodową zdecydował się poświęcić sztuce. W 1953 dołączył do zespołu redakcyjnego czołowego rzymskiego dziennika "Il Messaggero", gdzie pisał recenzje filmowe i redagował rubryki w dziale kulturalnym aż do 1987. W przeciwieństwie do jego wielu współczesnych kolegów po fachu, Biraghi zawsze stronił od polityki.
Biraghi był również autorem dwóch sztuk teatralnych. Pierwsza z nich, zatytułowana Słońce i księżyc (1965), została po raz pierwszy wystawiona w Rzymie, a rolę główną zagrała w niej Alida Valli.
W latach 1970–1986 był dyrektorem MFF w Taorminie. Dzięki niemu sycylijski festiwal zmienił się z wakacyjnej imprezy towarzyskiej włoskich filmowców w profesjonalny przegląd filmowy. Od 1987 do 1991 Biraghi sprawował również funkcję dyrektora MFF w Wenecji, zanim nie zmienił go Gillo Pontecorvo. Jako dyrektor Mostra di Venezia Biraghi znacząco podniósł artystyczną rangę imprezy. W czasie jego kadencji w Wenecji zaprezentowano takie filmy, jak m.in. Do zobaczenia, chłopcy (1987) Louisa Malle'a, Zmarli (1987) Johna Hustona, kontrowersyjne Ostatnie kuszenie Chrystusa (1988) Martina Scorsese, Kobiety na skraju załamania nerwowego (1988) Pedra Almodóvara czy Dekalog (1989) Krzysztofa Kieślowskiego.
Zasiadał w składach jurorskich wszystkich najważniejszych festiwali filmowych na świecie, m.in. na 23. (1962) i 52. MFF w Wenecji (1995), na 13. MFF w Berlinie (1963) oraz na 23. MFF w Cannes (1970). Przewodniczył obradom jury konkursu głównego na 38. MFF w Berlinie (1988).
Był jednym z najbardziej znanych na świecie kolekcjonerów muszli. Kilka z nich sam odkrył i to jemu zawdzięczały swoją nazwę. Biraghi znany był też ze znajomości języków obcych, zamiłowania do podróży, wysokiej kultury osobistej i dobrego gustu.
Bardzo chronił swoje życie prywatne, ale i tak powszechnie znany był jego biseksualizm. W 1969 poślubił aktorkę Annabellę Incontrerę, z którą miał syna. Para rozwiodła się w 1973.
W późniejszych latach Biraghi adoptował albańskiego uchodźcę, któremu pomógł się wykształcić i zdobyć pracę w Rzymie. Wraz ze swoją żoną Albańczyk został później spadkobiercą majątku Biraghiego. Krytyk zmarł w wieku 73 lat w swoim rzymskim domu po długiej walce z rakiem płuc.
Po śmierci Biraghiego Włoskie Stowarzyszenie Dziennikarzy Filmowych ustanowiło coroczną nagrodę jego imienia, przyznawaną od 2001 roku młodym talentom w kinematografii włoskiej.